# Otchkhamouri
 (mai 2015).
Otchkhamouri (en géorgien : ოჩხამური) est une petite ville de Géorgie, située en Adjarie.

## Transport
Otchkhamouri est reliée par voie ferroviaires à tous le reste du pays grâce à la ligne Batoumi - Samtredia.

## Population
| 1959 | 1970 | 1979 | 1989 | 2002 | 2014 |
| ---- | ---- | ---- | ---- | ---- | ---- |
| 3803 | 3673 | 4322 | 5008 | 5026 | 5355 |